# Західна Одесса
Вест-Одесса (англ. West Odessa) — переписна місцевість (CDP) в США, в окрузі Ектор штату Техас. Населення — 33 340 осіб (2020).

## Географія
Вест-Одеса розташований за координатами 31°50′18″ пн. ш. 102°30′1″ зх. д. / 31.83833° пн. ш. 102.50028° зх. д. (31.838248, -102.500139). За даними Бюро перепису населення США в 2010 році переписна місцевість мала площу 162,54 км², з яких 162,29 км² — суходіл та 0,25 км² — водойми.

## Демографія
Згідно з переписом 2010 року, у переписній місцевості мешкало 22 707 осіб у 7187 домогосподарствах у складі 5675 родин. Густота населення становила 140 осіб/км². Було 7862 помешкання (48/км²).
Расовий склад населення:
| - 78,7 % — білих - 1,1 % — корінних американців - 1,1 % — чорних або афроамериканців - 0,2 % — азіатів - 16,6 % — осіб інших рас |

До двох чи більше рас належало 2,3 %. Частка іспаномовних становила 61,8 % від усіх жителів.
За віковим діапазоном населення розподілялося таким чином: 32,3 % — особи молодші 18 років, 59,5 % — особи у віці 18—64 років, 8,2 % — особи у віці 65 років та старші. Медіана віку мешканця становила 29,9 року. На 100 осіб жіночої статі у переписній місцевості припадало 101,3 чоловіків; на 100 жінок у віці від 18 років та старших — 101,0 чоловіків також старших 18 років.
Середній дохід на одне домашнє господарство становив 66 754 долари США (медіана — 51 275), а середній дохід на одну сім'ю — 66 468 доларів (медіана — 54 599). Медіана доходів становила 50 317 доларів для чоловіків та 27 178 доларів для жінок. За межею бідності перебувало 15,5 % осіб, у тому числі 20,7 % дітей у віці до 18 років та 14,8 % осіб у віці 65 років та старших.
Цивільне працевлаштоване населення становило 9576 осіб. Основні галузі зайнятості: освіта, охорона здоров'я та соціальна допомога — 14,4 %, сільське господарство, лісництво, риболовля — 13,8 %, роздрібна торгівля — 10,8 %, виробництво — 10,4 %.